# نتیشین
نتیشین (به اوکراینی: Нетішин) شهری در استان خملنیتسکی در کشور اوکراین است. جمعیت این شهر ۳۶,۶۶۱ نفر (۲۰۲۱ تخمینی) است.

## نگارخانه

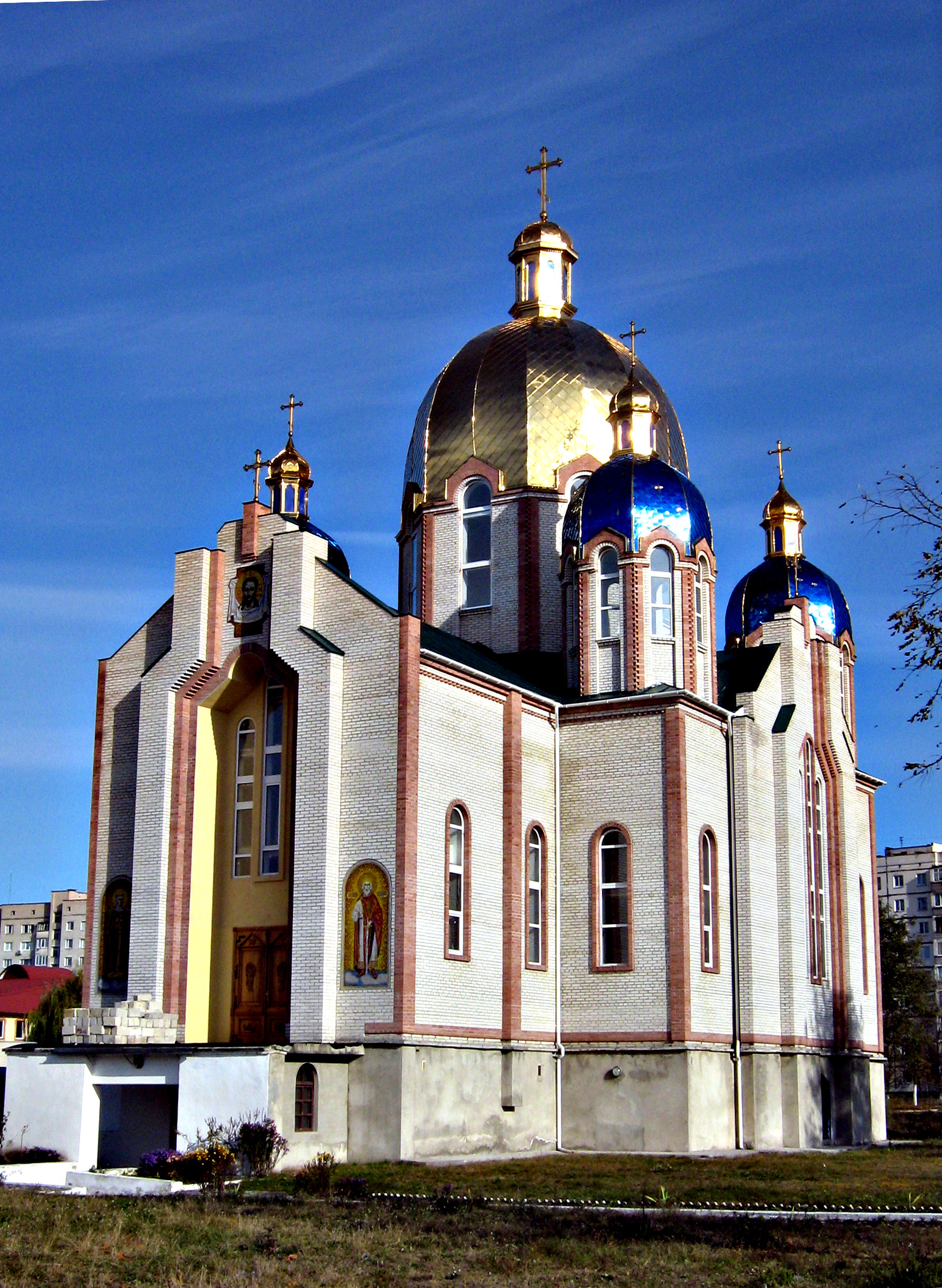
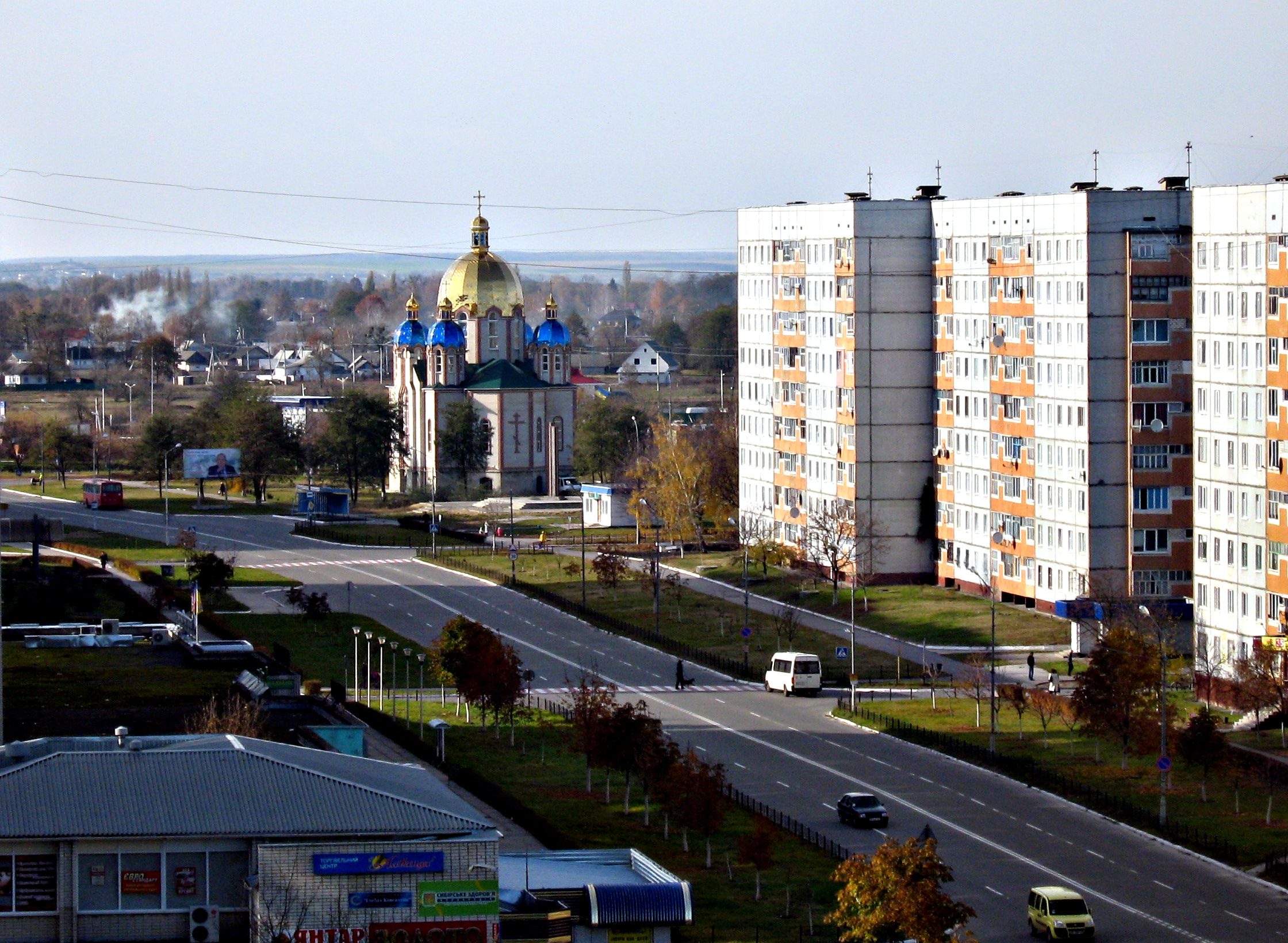
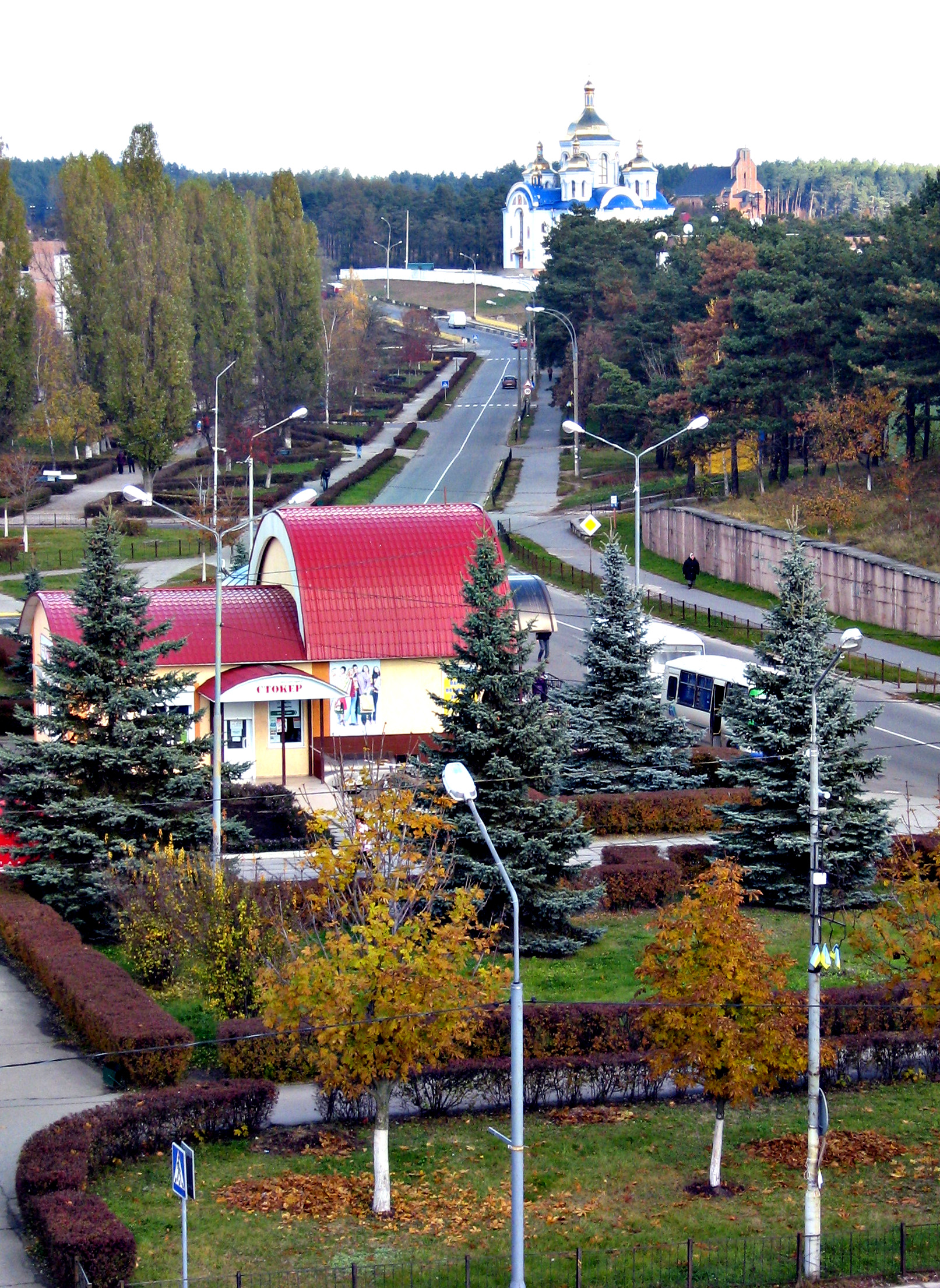
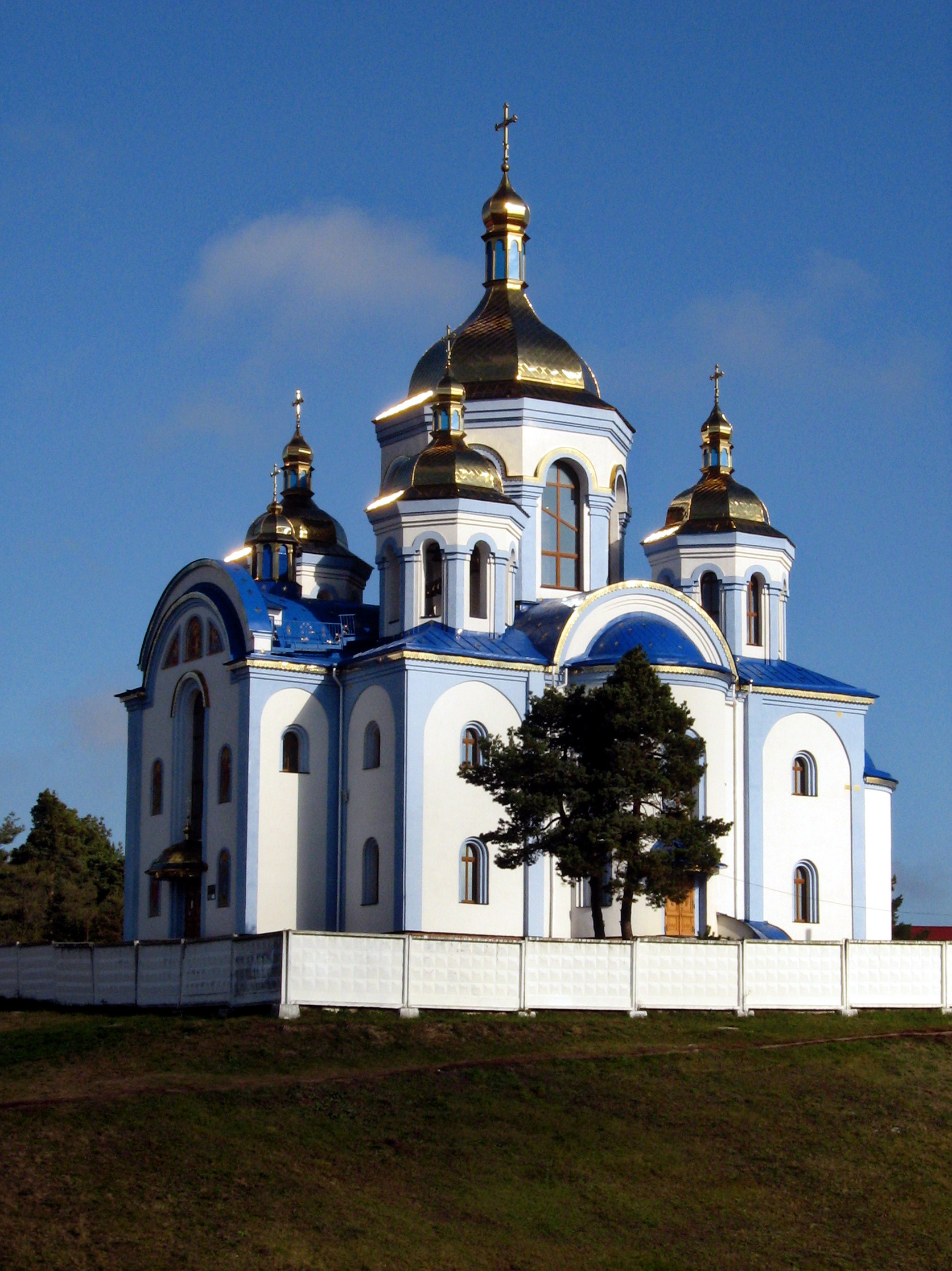